# Модезитт, Лиланд Экстон
Лиланд Экстон Модезитт (англ. Leland Exton Modesitt; 19 октября 1943 года, Денвер, штат Колорадо, США) — американский писатель. Автор научно фантастических и фэнтези произведений, написанных с упором на экономические и экологические проблемы. Кроме художественных произведений, написал ряд научных работ по вопросам экологии и экономики. Первый фантастический рассказ появился в 1973 г.

## Биография
Родился в 1943 году в Денвере, штат Колорадо. Несмотря на то, что большую часть детства и молодости он провёл в районе Денвера, жадно читая фэнтези и научную фантастику, он никогда не посещал никаких фантастических слётов ни в Денвере, ни где-либо ещё. Тем не менее писатель вспоминает, что с завистью читал рассказы своего практически ровесника Вэнса Андала (англ. Vance Aandah), публиковавшимися в журнале Fantasy & Science Fiction. Модезитт закончил Уильямс-колледж (англ. Williams College) в твёрдом убеждении, что в отличие от фантастики и фэнтези, достойным является занятие поэзией. В настоящее время писатель считает данное утверждение ошибкой, которую приписывает к юношескому максимализму.
В дальнейшем Модезитт работал курьером, спасателем, радиоведущим, лётчиком ВМС США, рыночным аналитиком, риелтором, директором исследований политических кампаний, помощником по вопросам законодательства и директором отдела кадров для нескольких конгрессменов, начальником отдела законотворчества и связей с Конгрессом США в агентстве по охране окружающей среды США, консультантом по экологическим, юридическим и общественным вопросам, преподавателем в колледже и писателем, преподающим литературу (англ. writer in residence). В дополнении к его романам, писатель опубликовал целый ряд технических исследований, статей (как правило, со скучными названиями), газетных заметок, поэтических произведений и ряд научно-фантастических рассказов.
Вскоре после военной службы в качестве сначала военно-морского офицера, а затем лётчика, Модезитт вернулся в Денвер и занялся анализом рынка и экономикой, что и натолкнуло его на идею для первого рассказа — «The Great American Economy», опубликованного в Analog Science Fiction and Fact в 1973 году. Но даже в это время он не имел понятия о слётах фантастов и существовании фэндома, и Модезитт продолжил карьеру «в другом типе фэнтези», став законодательным помощником конгрессмена Билла Армстронга в Вашингтоне, округ Колумбия по вопросам законодательства. Во время своего пребывания в Вашингтоне, Модезитт пытался вернуться в реальность, отдавая всё больше и больше времени созданию научной фантастики. По не вполне случайному совпадению, первый роман Модезитта был опубликован в то время, когда он работал начальником отдела законотворчества и связей с Конгрессом США в агентстве по охране окружающей среды США во время Рейган-Берфордского скандала. В служебные обязанности Модезитта входило участие в расследованиях и слушаниях Конгресса, отягощённое ночными звонками от журналистов. Этот опыт привёл писателя к написанию книги The Green Progression, которую, по утверждению самого автора, критики назвали более фантастической, чем все его фэнтезийные романы. Такая реакция критиков твёрдо убедила Модезитта в том, что научная фантастика и фэнтези реальны.
Покинув агентство по охране окружающей среды США ради работы юридическим консультантом, Модезитт прислушался к мнению своего редактора о важной роли фэндома и слётов фантастов и, в возрасте 42 лет, прибыл на первый в своей жизни слёт. После слёта Модезитт стал писать ещё больше, юридические консультации были практически заброшены. С тех пор Модезитт регулярно посещает и участвует в различных слётах.
За время своей деятельности, Модезитт успел обзавестись пристрастием к костюмам-тройкам (которое выродилось в любовь к жилетам), коричневым лабрадором, белым какаду, жизнерадостным ши-тцу, сиамским кроликом и коллекцией разнообразных ручных грызунов.. Трижды был женат, есть восемь детей, шесть дочерей и два сына. В 1989 году он переехал из Вашингтона, округ Колумбия в Нью-Хэмпшир, где женился на оперной певице Кэрол (англ. Carol Modesitt). В 1993 году они переехали в Сидар-Сити, штат Юта, где и проживают в настоящий момент. Его жена работает в университете Южной Юты (англ. Southern Utah University), в то время, как он продолжает писать. Хотя наиболее известным произведением Модезитта является фэнтези сага «The Saga of Recluce» с тиражом более миллиона экземпляров, он продолжает писать и научную фантастику.

## Карьера
| Даты                     | Род деятельности                                                  | Заметки                                                          |
| ------------------------ | ----------------------------------------------------------------- | ---------------------------------------------------------------- |
| 1965–1969                | служба в ВМС США                                                  | стал лейтенантом                                                 |
| 1969–1970                | рыночный аналитик                                                 | C. A. Norgren Co. (industrial pneumatics company), Littleton, CO |
| 1971–1972                | Риелтор                                                           | Koelbel & Co. (real estate and construction firm)                |
| 1973– по настоящее время | Писатель                                                          |                                                                  |
| 1973–1979                | помощник по вопросам законодательства                             | для конгрессмена Била Армстронга                                 |
| 1979–1981                | директор отдела кадров и административный помощник                | для конгрессмена Кена Крамера (англ. Ken Kramer)                 |
| 1980–81                  | Преподаватель в Джорджтаунском университете                       |                                                                  |
| 1981–1985                | начальник отдела законотворчества и связей с Конгрессом США       | в агентстве по охране окружающей среды США                       |
| 1985–1989                | консультант по экологическим, юридическим и общественным вопросам | Multinational Business Services, Inc., Washington, DC            |
| 1989– по настоящее время | консультант по экологическим, юридическим и общественным вопросам | независимый (англ. independent)                                  |
| 1990–1993                | Преподаватель в Плимутском государственном университете           | англ. Plymouth State University                                  |